# William Makepeace Thackeray
William Makepeace Thackeray (ur. 18 lipca 1811 w Kalkucie, zm. 24 grudnia 1863 w Londynie) – brytyjski pisarz, dziennikarz i satyryk. Zyskał popularność dzięki powieści Targowisko próżności (Vanity Fair), satyrycznemu portretowi społeczeństwa angielskiego w XIX wieku. Przedstawiciel realizmu krytycznego.

## Życiorys
Urodzony w Kolkacie w Indiach, gdzie jego ojciec pracował dla Brytyjskiej Kompanii Wschodnioindyjskiej. W roku 1817 jego rodzina wróciła do Anglii, gdzie William uczęszczał do szkół. Swą edukację kończył po dwóch latach studiów w Trinity College na Uniwersytecie Cambridge. Zaczął pisać, między innymi w „The Times” i „Punch”. W roku 1860 założył i redagował „Cornhill Magazine”.
W swej karierze dziennikarza dużo podróżował po Europie, poznał wiele znakomitości swoich czasów, takich jak Goethe czy Charlotte Brontë, która stała się jego admiratorką i dedykowała mu drugie wydanie swej powieści Dziwne losy Jane Eyre (Jane Eyre).
Thackeray był niezwykle płodnym pisarzem, pisał pod wieloma zabawnymi pseudonimami (Charles James Yellowplush, Michael Angelo Titmarsh, George Savage FitzBoodle). Jego twórczość jest szczególnie związana z miejscowością Royal Tunbridge Wells, miasteczko to jest często portretowane w jego nowelach i powieściach. Dom, w którym mieszkał, „Kamienna Willa” (Rock Villa), zachował się do dzisiaj w swej oryginalnej formie. To tu powstawały niektóre jego powieści (Tonbridge Toys, The Virginians).
Księga snobów – psychologiczne portrety społeczeństwa angielskiego – wyznacza kierunek jego twórczości, w której dowcipnie i krytycznie demaskuje hipokryzję umysłową i obyczajową rodaków, a szczególnie warstw wyższych. Najbardziej znane powieści: Targowisko próżności, Dzieje Pendennisa – po części powieść autobiograficzna, Rodzina Newcome’ów i baśń dla dzieci Pierścień i róża. William Thackeray pisał też powieści historyczne oraz był autorem studiów nad literaturą i historią Anglii, między innymi Angielscy humoryści osiemnastego wieku (1851).

## Wybrana twórczość
- The Yellowplush Papers (1838)
- A Shabby Genteel Story (1840)
- The Paris Sketch Book (1840)
- Barry Lyndon (The Memoirs of Barry Lyndon, Esq., 1844), na podstawie powieści powstał film Barry Lyndon (1975), w reżyserii Stanleya Kubricka
- Księga snobów (The Book of Snobs, 1846)
- Targowisko próżności (Vanity Fair, 1848), na podstawie powieści powstało wiele filmów, m.in. Vanity Fair. Targowisko próżności (2004) w reżyserii Miry Nair
- Dzieje Pendennisa (Pendennis, 1849)
- Rebecca and Rowena (1850)
- The Wolves and the Lamb
- The History of Henry Esmond (1852)
- The Newcomes (1855)
- Pierścień i róża (The Rose and the Ring, 1855), na podstawie powieści powstał film Pierścień i róża (1986) w reżyserii Jerzego Gruzy
- The Virginians (1857–1859)
- Roundabout Papers (1860–1863)